# Brian Viloria
Brian Viloria (Honolulu, 24 novembre 1980) è un pugile statunitense, di origini filippine, ex campione IBF & WBC dei pesi mini mosca.
Soprannominato The Hawaaian Punch, è probabilmente ispirato ad un altro campione del pugilato, Jesus Salud.